# Sanatorium Schloss Tegel, clinique psychanalytique

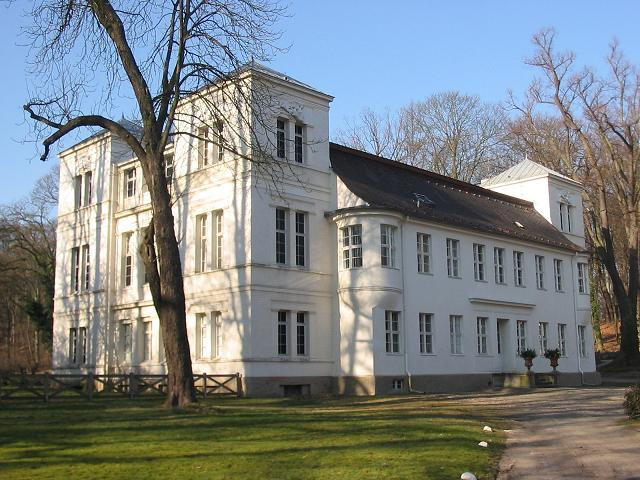
Bâtiment du Schloss Tegel, ayant abrité le sanatorium du même nom.

Le Schloss Tegel est une clinique psychanalytique, créée au château de Tegel en 1927, par le psychanalyste Ernst Simmel. Premier institut résidentiel psychanalytique, il cesse ses activités dès 1937.

## Historique
Ernst Simmel, médecin militaire durant la Première Guerre mondiale, spécialiste des névroses de guerre et cofondateur de l'Institut psychanalytique de Berlin, cherche d'abord à obtenir le soutien de l'État pour son projet de clinique. N'ayant pu l'obtenir, il fonde, avec plusieurs partenaires, une SARL le « Sanatorium Skoll Tegel, clinique psychanalytique ». La clinique est inaugurée le 10 avril 1927, dans un bâtiment aménagé par Ernst Freud, architecte et fils de Freud.
Dans un premier temps, les traitements étaient destinés aux patients névrosés de guerre puis à des patients atteints de diverses maladies, notamment des troubles de la personnalité, psychosomatoses, déficits du développement du caractère, maladies chroniques avec complication , etc. La clinique comptait soixante-quatorze lits et le personnel soignant devait se former psychanalytiquement. Simmel relate des récits des cures qu'il a faites dans cet établissement.
Sigmund Freud fait plusieurs séjours à la clinique, pour soigner son cancer.
La clinique n'a jamais pu se trouver un équilibre financier et dut en permanence être soutenue par un fonds d'aide, auquel participèrent notamment Marie Bonaparte, Dorothy Burlingham, Franz Alexander, Max Eitingon, Raymond de Saussure, René Spitz et Hugo Stab. Elle ferme définitivement en 1931.